# Galipea lucida
Galipea lucida là một loài thực vật có hoa trong họ Cửu lý hương. Loài này được (Rusby) Kaastra mô tả khoa học đầu tiên năm 1977.